# S/S Norita
S/S Norita av Höganäs var ett svenskt ångfartyg som torpederades den 28 juli 1941 i Atlanten, där 2 man miste livet.

## Historik
Norita sjösattes den 8 oktober 1924 i Larvik under namnet Snefond till skeppsredare Sigval Bergesen i Stavanger och gick i amerikansk fart under kaptenerna Waage och Börresen. På sin första resa kolliderade Snefond på Themsen med ångaren Botte av Lidingö. År 1929 kolliderade Snefond i Puerta Columbia, med ångaren Isa av Trelleborg, varvid Norita var tvungen att gå in till Kingston för reparation. Både dessa fartyg kom senare att förlisa under andra världskriget, Snefond som "Norita" och Isa som "Bissen". 1930 sålde Bergesen sina fartyg Ringfond och Snefond till Bergen, varifrån de omedelbart åter såldes till skeppsredare Edv. Eivindsen i Oslo. Snefond fick namnet Gorm med kapten O.A. Nilsen som befälhavare. Hösten 1933 lastade Gorm på Saint Lawrencefloden i östra Kanada. Kölden kom en månad tidigare än vanligt detta år, varför fartygen inte kunde lastas färdigt, innan isen hindrade utfarten mot Atlanten. en del av fartygen frigjordes med dynamitsprängningar, medan Gorm och tio andra ångare tvingades att övervintra. Gorm låg därför helt overksam till den 24 maj 1934.
Under den tiden hade en eldsvåda brutit ut på ångaren Harpefjell av Oslo i Vita havet som ledde till att fartyget sjönk. När rederiet såg sig om efter en ersättare till Harpefjell fastnade man för den då infrysta ångaren Gorm. När väl Gorm befriats ur isen fick hon därvid namnet Harpefjell och fick tillhöra rederiet Olsen & Ugelstad i Oslo. Harpefjell köptes 1935 av skeppsredare Carl Norrthon i Höganäs för rederi AB Höganäs räkning och fick namnet Norita.

## Torpederingen
Norita, som gick utanför skagerackspärren, var i juli 1941 på väg från East Hartlepool till Huelva. När Norita den 28 juli befann sig i farvattnet väster om Lissabon träffades fartyget av en torped och sjönk på latitud N40 grader 10 minuter longitud V15 grader 30 minuter. Två man omkom vid explosionen. Den övriga besättningen, 18 man, bärgades av andra fartyg och infördes till Gibraltar.